# Xenocephalus australiensis
Xenocephalus australiensis és una espècie de peix pertanyent a la família dels uranoscòpids.

## Descripció
- Pot arribar a fer 30 cm de llargària màxima.[3][4]

## Hàbitat
És un peix marí, demersal i de clima subtropical que viu entre 299 i 500 m de fondària.

## Distribució geogràfica
Es troba al Pacífic sud-occidental: el talús continental del nord-oest d'Austràlia.

## Observacions
És inofensiu per als humans.